# قميص مطلسم

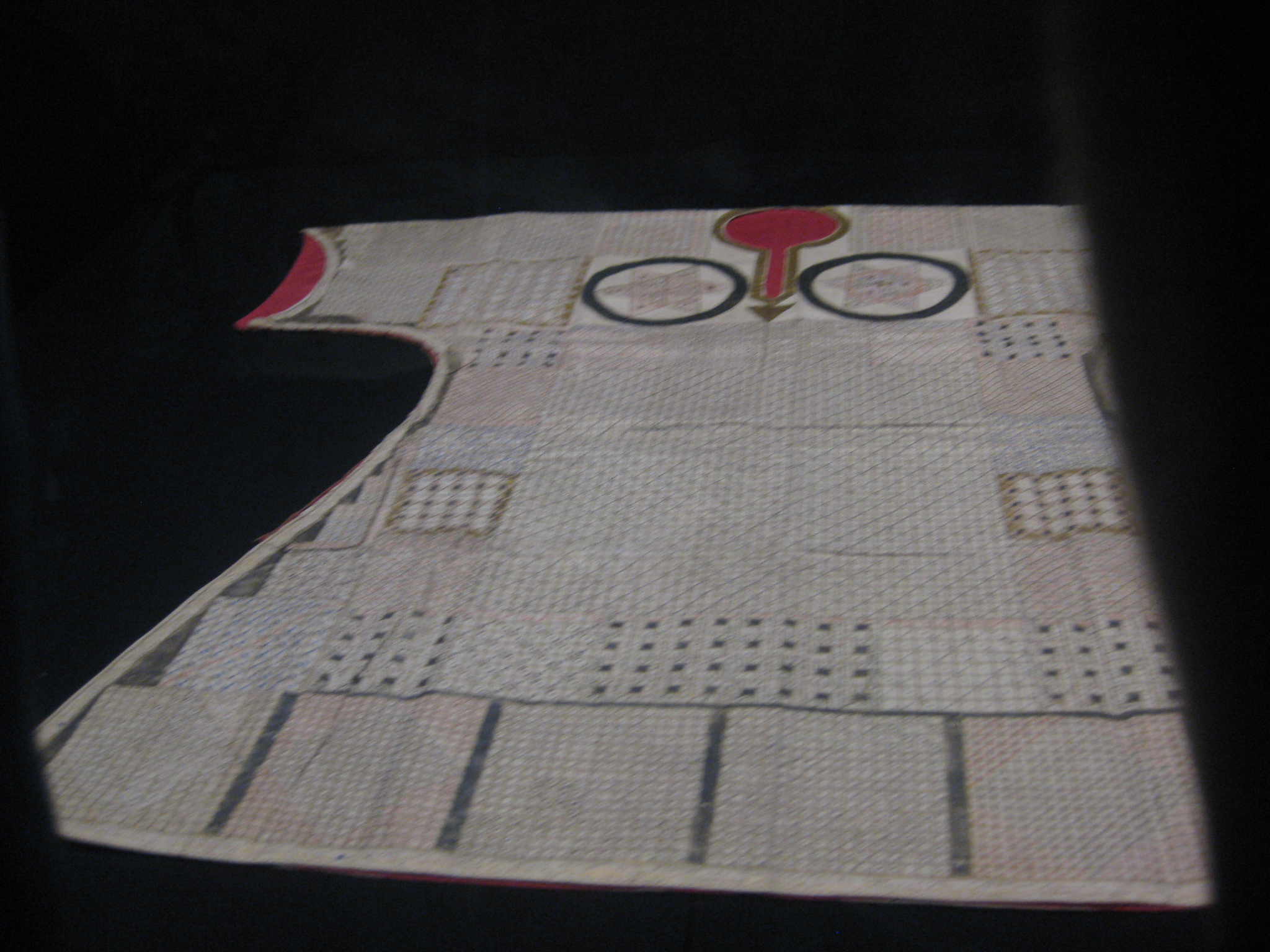
قميص مُطلسم من مجموعة قصر طوب قابي في تركيا

قميص التعويذة أو قميص التميمة أو القميص المُطلسم (التركية: tılsımlı gömlek؛ الفارسية: پیراهن طلسمات ) هو عبارة عن طلسم منسوج. توجد القمصان المُطلسمة في جميع أنحاء العالم الإسلامي. يمكن تقسيم القمصان إلى أربعة أنواع تختلف في الأسلوب والرموز المستخدمة: العثمانية، والمغولية الهندية، والغرب الأفريقية، والصفوية.
صُنع أقدم الأمثلة الباقية للأقمصة المُطلسمَة تقريبًا في القرن الخامس عشر، على الرغم من أن تقليد القمصان التعويذية ربما يكون أقدم من ذلك بكثير. في سورة يوسف من القرآن الكريم، وُصف قميص النبي يوسف بأنه يمنحه الحماية، فيسلمه ليُشفي عمى أبيه يعقوب: (اذْهَبُوا بِقَمِيصِي هَٰذَا فَأَلْقُوهُ عَلَىٰ وَجْهِ أَبِي يَأْتِ بَصِيرًا وَأْتُونِي بِأَهْلِكُمْ أَجْمَعِينَ).

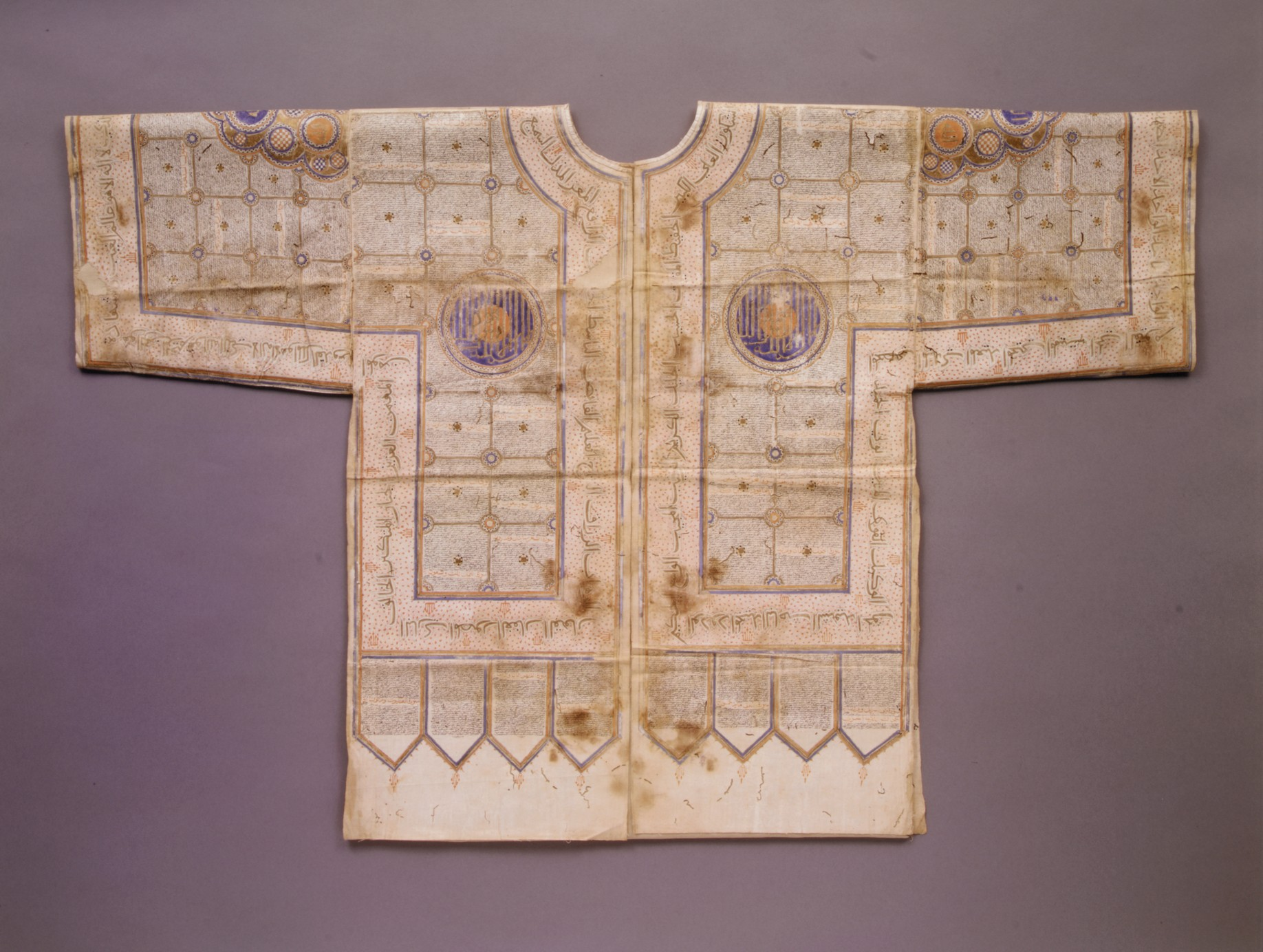
قميص مُطلسَم من القرن الخامس عشر إلى أوائل القرن السادس عشر، معروض في متحف متروبوليتان للفنون. يُنسب إلى شمال الهند أو هضبة الدكن. وهو من قطن، وحبر، وذهب، ونسج عادي مطلي

يمكن نقش القمصان بآيات من القرآن الكريم وأسماء الله والأنبياء والأرقام. قد تحمل صورًا أو رموزًا، مثل الرموز الفلكية. يُعتقد أن الأسماء المنقوشة قادرة على توفير الحماية والتوجيه للناقل. على الرغم من أنه يمكن ارتداء القمصان التعويذية للحماية من العديد من الشرور، إلا أن معظمها يبدو وكأنه يهدف إلى أن يكون بمثابة درع في المعركة.

## بعض الأمثلة في المجموعات

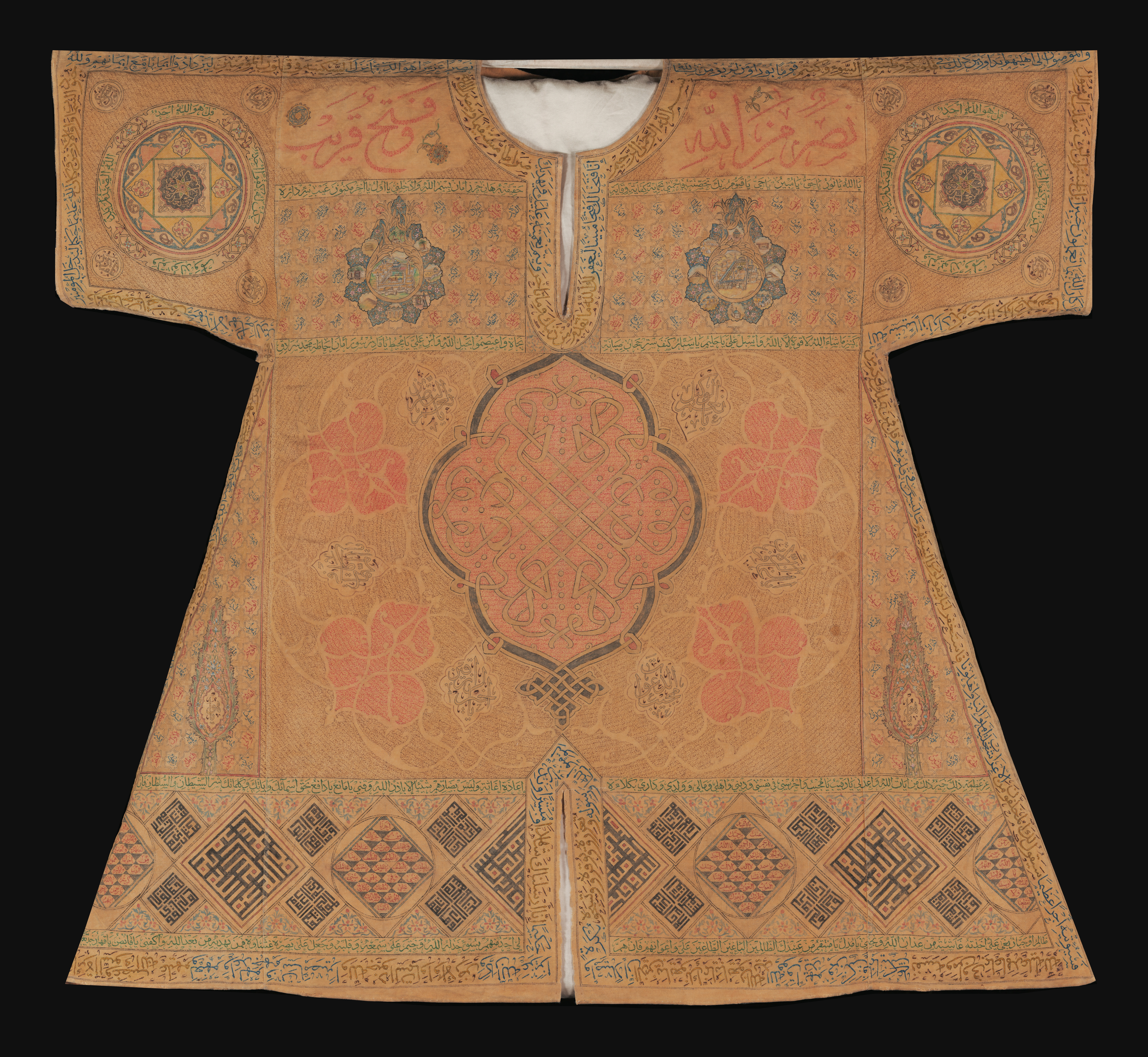
قميص مُطلسَم منقوش عليه آيات قرآنية وأسماء الله الحسنى وأدعية، مع إطلالات على مكة والمدينة؛ وأصله من تركيا في القرن السابع عشر، وهو اليوم محفوظ في مجموعة خليلي للحج وفنون الحج

- قميص مُطلسَم، من بورصة، في تركيا، يعود للفترة نهاية القرن الرابع عشر إلى بداية القرن الخامس عشر، محفوظ اليوم في متحف الفنون التركية والإسلامية، في إسطنبول، رقم الاقتناء 539.[4]
- قميص مُطلسَم لجم سلطان، من عام 1480، في متحف قصر طوب قابي، في إسطنبول. أُنتج عندما كان جم لا يزال شاهزاده. ومن الغريب أن يُنقش بداية ونهاية تصنيع القطعة.
- قميص مُطلسَم للسلطان سليمان القانوني، متحف قصر طوب قابي، في إسطنبول. كَلَّفَت زوجة سليمان السلطانة هورم بصُنعه.[2]
- قميص مُطلسم، من شمال الهند أو الدكن، في الفترة من القرن الخامس عشر إلى أوائل القرن السادس عشر، محفوظ في متحف متروبوليتان للفنون، في نيويورك، رقم الجرد 1998.199.[5]
- قميص مُطلسَم، من الهند، في الفترة بين القرن الخامس عشر والسادس عشر، محفوظ اليوم في متحف فيكتوريا وألبرت، في لندن، رقم الاقتناء T.59-1935.[1]
- تتضمن مجموعة الخليلي أربعة قمصان مُطلسمة مميزة. تحتوي مجموعة خليلي للحج وفنون الحج على قمصان من تركيا في القرن السابع عشر (TXT 545) ومن الهند المغولية في القرن السادس عشر أو السابع عشر (TXT 471) تصور الأماكن المقدسة في مكة والمدينة ومكتوب عليها أدعية ومقتطفات من القرآن الكريم.[6][7] أما الصورة القادمة من تركيا فهي غير عادية لأنها تحتوي على تصوير واقعي للأماكن المقدسة، وليس تخطيطيًا.[8] تتضمن مجموعة خليلي للفن الإسلامي قمصانًا من تركيا في القرن السادس عشر (TXT 463) والهند في القرنين الثامن عشر والتاسع عشر (TXT 574).[9][10]

## مراجع

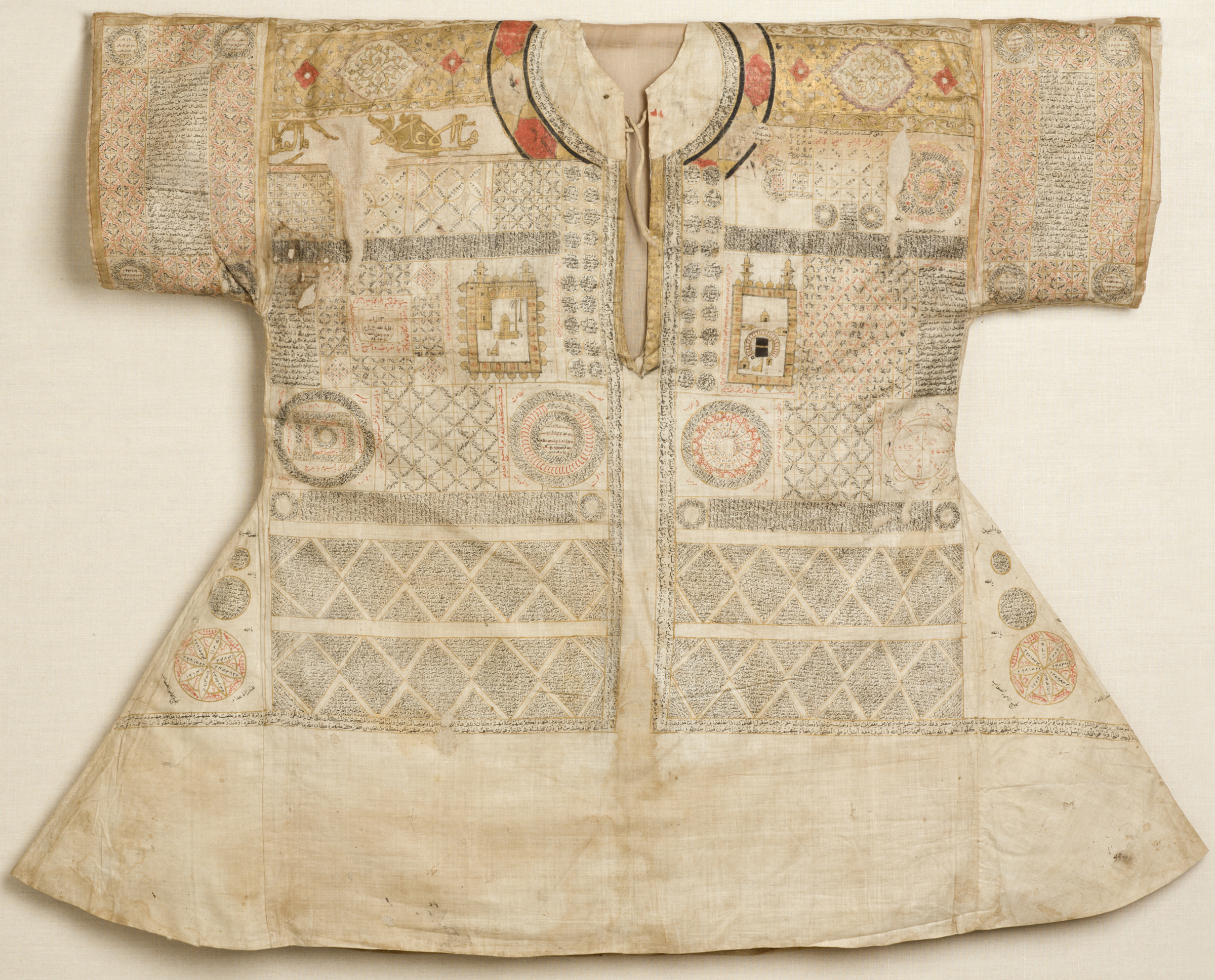
قميص مُطلسَم يصور الأماكن المقدسة في مكة والمدينة، يعود تاريخه إلى القرن السادس عشر أو أوائل القرن السابع عشر

## طالع أيضًا
- العباءة النبوية [الإنجليزية]
- الآثار النبوية [الإنجليزية]

## قراءة إضافية
- Al-Saleh، Yasmine (نوفمبر 2010). "Amulets and Talismans from the Islamic World". Heilbrunn Timeline of Art History. New York: The Metropolitan Museum of Art. مؤرشف من الأصل في 2025-02-07.
- Anetshofer، Helga (أكتوبر 2018). "The Hero Dons a Talismanic Shirt for Battle: Magical Objects Aiding the Warrior in a Turkish Epic Romance". Journal of Near Eastern Studies. ج. 77 ع. 2: 175–193. DOI:10.1086/699185.
- Singh، Saarthak (2023). "A Talismanic Tunic with Images of Mecca & Medina: Pilgrimage, Place and the Body in the Mughal and Ottoman Empires". في Bağcı، Serpil (المحرر). 16th International Congress of Turkish Art, October 3-5, 2019, Ankara : Proceedings (ط. 1). İstanbul: Republic of Türkiye, Ministry of Culture and Tourism. ص. 1085–1098. ISBN:9789751757272.
- Tezcan, Hülya (2011). Topkapı Sarayı Müzesi koleksiyonundan tilsimli gömlekler (بالتركية). Istanbul: Timaş. ISBN:978-6051143651.